# ロベルト・サビアーノ
ロベルト・サビアーノ（Roberto Saviano、1979年9月22日 - ）は、イタリアの作家、ジャーナリスト。

## 来歴
ナポリ出身。ベストセラーになり、2008年には映画化もされた著書『死都ゴモラ』（Gomorra）でナポリのマフィア組織カモッラの働きについて言及したことから脅迫を受け、イタリア政府は警察に身辺警護をさせた。
その勇気ある活動から、イタリアではウンベルト・エーコにならぶ国を代表する作家と評価されている。

## 著作
- 『死都ゴモラ―世界の裏側を支配する暗黒帝国』/2008年/大久保昭男 翻訳/河出書房新社

## 関連
- ジェイク・エーデルスタイン